# Воробьёв, Николай Алексеевич
Николай Алексеевич Воробьёв (28 ноября 1913 года — 13 апреля 2000 года) — управляющий трестом «Нефтепроводмонтаж», город Уфа. Герой Социалистического Труда. Участник Великой Отечественной войны.

## Биография
Родился 28 ноября 1913 года в с. Фроловское Верхотурского уезда (ныне — Серовский городской округ Свердловской области). Образование — высшее, в 1939 г. окончил Томский индустриальный институт.
Трудовую деятельность начал в 1930 г. учителем начальной школы в г. Анжеро-Судженске Кемеровской области. После окончания Томского индустриального института (ныне ТПУ) с 1939 г. работал инженером-механиком, техническим руководителем Грозненской конторы треста «Союзнефтепровод».
В августе 1941 г. призван в ряды Красной Армии. Воевал в составе Южного, I, II Украинских фронтов воевал в Крыму, Польше, Германии и Чехословакии.
С февраля 1946 г. работал в тресте «Союзнефтепровод» сначала старшим инженером производственно-технического отдела Грозненской конторы, с марта 1946 г. — главным инженером Армавирского участка, с апреля 1949 г. — главным инженером специализированной строительно-монтажной конторы трубопровода Грозный — Армавир — Трудовая. В июле 1951 г. назначен главным инженером Управления по эксплуатации продуктопровода Уфа — Челябинск. С 1953 года — управляющим Уфимским трестом «Нефтепроводмонтаж».
Под его руководством коллектив из года в год выполнял государственный план по монтажу магистральных трубопроводов. Было построено более 90 тысяч километров трубопроводов (Самотлор — Усть-Балык — Курган — Уфа - Альметьевск, Туймазы — Омск — Новосибирск — Иркутск и др.), вантовой переход; газопровода Бухара — Урал через реку Амударью и др.
За выдающиеся производственные успехи, достигнутые при строительстве первой очереди газопровода Бухара — Урал, Указом Президиума Верховного Совета СССР от 18 ноября 1964 г. Н. А. Воробьеву присвоено звание Героя Социалистического Труда.
В 1973—1979 годах Николай Алексеевич работал в Москве начальником Управления «Главзападтрубопроводстрой».
Умер 13 апреля 2000 года. Похоронен в Москве на Троекуровском кладбище.

## Награды
- Герой Социалистического Труда (1964)
- Награждён орденами Ленина (1964), Октябрьской Революции (1973), Трудового Красного Знамени (1957), Красной Звезды (1945), медалями, почетными грамотами Президиума Верховного Совета БАССР (1958, 1962)